# Capra frisa

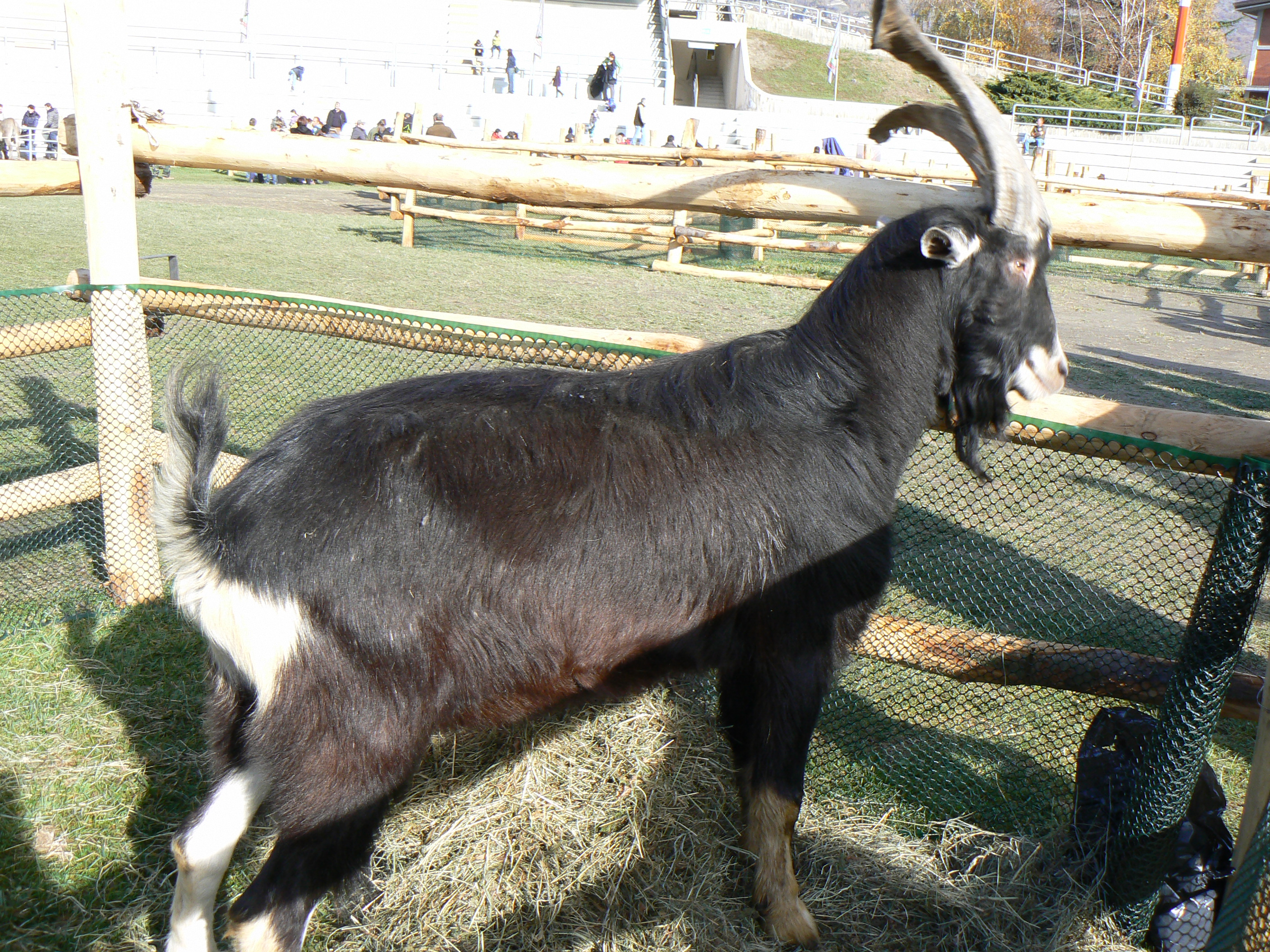
Il maschio.

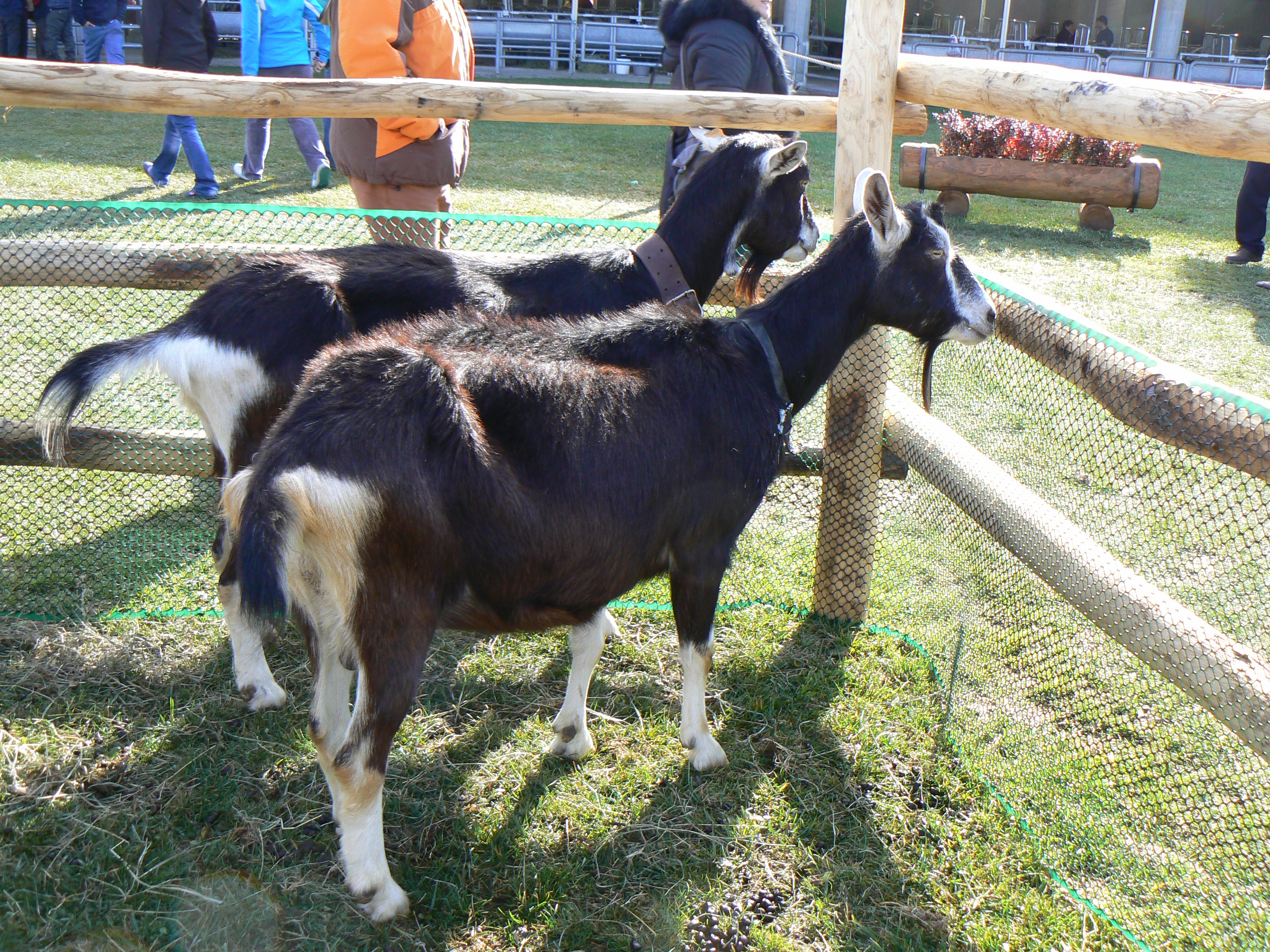
Esemplari femmine.

La capra frisa (o capra frontalasca) è una razza caprina autoctona delle Alpi centrali.

## Caratteristiche
Simile alla capra striata grigionese svizzera, originaria della Val Rezzalo (alta Valtellina), la capra frisa è di grande taglia (75 kg i maschi adulti, 65 le femmine), viene allevata utilizzando gli alpeggi solo nelle stagioni estiva e autunnale, ed è buona produttrice di carne e di latte.
Viene allevata in tutta la Valtellina, in Val Malenco, Val Masino e Valchiavenna. Il Registro Anagrafico di razza è stato attivato nel 1997.
L'attitudine prevalente è la produzione di carne per la notevole mole, l'elevata gemellarità, la buona indole materna, l'elevato peso vivo alla nascita e il buoni incrementi dei capretti. Utilizzata per la produzione del Violino, prosciutto tradizionale della Valtellina e della Valchiavenna, che si ottiene dalla stagionatura della spalla e della coscia. Molto buona anche la produzione di latte. Vive in ambiente montano, l'allevamento prevede lunghi periodi di pascolamento semibrado nella stagione favorevole e stabulazione invernale, con l'alimentazione a base di foraggi secchi. La consistenza stimata in Lombardia è di circa 6.000 capi in 300 allevamenti. Al registro anagrafico nel 2004 erano iscritti 73 allevamenti con 902 animali.

### Caratteristiche morfologiche
Taglia: grande, robusto e ben proporzionato.
Testa: profilo fronto-nasale rettilineo, con orecchie portate di lato con sfumature bianche. Corna portate indietro a scimitarra (vi sono anche soggetti acorni).
Tronco: collo lungo ma robusto, con presenza o meno di tettole. Torace lungo con linea dorso-lombare rettilinea; groppa mediamente spiovente e ben sviluppata. Arti solidi.
Vello: nero, con caratteristiche striature bianche ai lati della testa, del ventre, del sottocoda e delle estremità degli arti. Pelo di media lunghezza, folto e lucido. Pelle fine ed elastica.
Altezza media al garrese: Femmine a. cm. 78

### Caratteristiche produttive
Produzione media latte:
- primipare  lt. 210
- pluripare   lt. 396
La produzione di latte con 345 litri per lattazione con 2,98% di grasso e 2,72% di proteine (dati AIA 2003).